# Simulium rothfelsi
Simulium rothfelsi är en tvåvingeart som beskrevs av Adler, Brockhouse och Philip J. Currie 2003. Simulium rothfelsi ingår i släktet Simulium och familjen knott.
Artens utbredningsområde är Nova Scotia. Inga underarter finns listade i Catalogue of Life.